# Tchad
 For alternative betydninger, se Tchad (flertydig). (Se også artikler, som begynder med Tchad)
Tchad (fransk: Tchad; arabisk: تشاد, Tšād), officielt Republikken Tchad (fransk: République du Tchad; arabisk: جمهوريّة تشاد, Jumhūriyya Tšād), er en indlandsstat i Centralafrika. Landet grænser op til Libyen mod nord, Sudan mod øst, Centralafrikanske Republik mod syd, Cameroun og Nigeria mod sydvest, og Niger mod vest. Den nordlige del af Tchad ligger i Sahara-ørkenen. Tchad inddeles i tre større geografiske regioner: en ørkenzone i nord, et tørt sahelbælte i midten og en mere frugtbar savanne mod syd. Landet er opkaldt efter Tchad-søen, som er det største vådområde i Tchad og det næststørste i Afrika. Tchads højeste bjerg er Emi Koussi i Sahara, og den største by er hovedstaden N'Djamena. Tchad er beboet af over 200 forskellige etniske og sproglige grupper. De officielle sprog er fransk og arabisk og islam er den mest udbredte religion i landet.
I begyndelsen af det syvende årtusind f.Kr. flyttede store grupper af mennesker ind i Tchad-sænkningen. I slutningen af det første årtusind f.Kr. kom og faldt en række stater og imperier i Tchads sahelbælte, hvor alle fokuserede på kontrol over de transsahariske handelsruter, som passerede gennem regionen. Frankrig erobrede området i 1920 og indlemmede det som en del af Fransk Ækvatorialafrika. Under ledelse af François Tombalbaye blev Tchad selvstændig i 1960, men hans politik vakte misfornøjelse i den muslimske norddel af landet, hvilket kulminerede i udbruddet af en langvarig borgerkrig i 1965. I 1979 erobrede oprørerne hovedstaden og gjorde en ende på hegemoniet fra syd. Rebellernes ledere kom imidlertid i indbyrdes strid indtil Hissène Habré besejrede sine rivaler. Han blev styrtet i 1990 af sin general Idriss Déby. I de senere år har Darfur-konflikten spredt sig over grænsen fra Sudan og destabiliseret landet.
Der er mange aktive politiske partier i Tchad, men magten lå, indtil hans død, fast i hænderne på præsident Déby og hans parti Mouvement patriotique du Salut. Tchad er fortsat ramt af politisk motiveret vold og stadige forsøg på statskup. Det er et af de fattigste og mest korrupte lande i Afrika. De fleste tchadere lever i fattigdom og driver landbrug og husdyrhold til eget brug. Den traditionelle bomuldsindustri var landets fremmeste kilde til eksportindtægter frem til 2003, da råolie tog over.

## Geografi
Tchad er med sine 1.284.000 km², verdens 21. største land og det femtestørste i Afrika. Landet har ingen kyst mod havet og har fire klimazoner: Store tørre sletter midt i landet, ørken i nord, et tørt bjergområde i nordvest og et tropisk lavland i syd. Den lavtliggende Tchad-sø er Afrikas næststørste sø og ligger vest i landet. Til sammenligning er Tchad lidt mindre end Peru, og lidt større end Sydafrika. Tchad ligger i det nordlige Centralafrika, mellem 8. og 24. breddegrad nord og 14. og 24. længdegrad øst. 
Tchad grænser op til Libyen mod nord, Sudan mod øst, Niger, Nigeria og Cameroun mod vest og Den centralafrikanske republik mod syd. Blandt de fem største byer er landets hovedstad, N'Djamena med 704.200 indbyggere, som er 1.600 km fra nærmeste havn, Moundou med 136.900, Sarh med 100.100, Abéché med 72.500 og Kélo med 41.500. På grund af denne afstand til havet, og at landet i stor grad har ørkenklima, bliver det nogle gange refereret til som Afrikas døde hjerte.
Som en arv fra kolonitiden sammenfalder Tchads grænser ikke helt med det, som kunne have været naturlige grænser. Den dominerende geologiske struktur i landet er en større sænkning som afgrænses af bjergkæder som Tibesti mod nord, Ennedi-bjergene mod nordøst, Ouaddaï-højderne mod øst og Mandara-bjergene mod sydvest. Landet er opkaldt efter Tchad-søen, som er resterne af en gigantisk sø, som for 7000 år siden dækkede et areal på 330.000 km² af Tchad-sænkningen.
Selv om søen nu kun er på 17.806 km², og overfladearealet gennemgår større variationer med årstiderne, er indsøen Afrikas næststørste vådmarksområde. Emi Koussi, en inaktiv vulkan i Tibesti, er med sine 3.414 meter over havet det højeste punkt i Tchad og i Sahara.

### Klima og landskab
Den intertropiske konvergenszone, passerer hvert år Tchad fra syd til nord. Dette fører en regnperiode med sig, som varer fra maj til oktober mod syd, og fra juni til september i den nordlige del af landet. Variationer i lokal nedbør gør, at der dannes tre større geografiske zoner. Sahara dækker den nordlige tredjedel af landet. Den årlige nedbørmængde, der er under 50 millimeter, og Borkou er det tørreste område i Sahara. Vegetationen i området er lille. Kun spredte klynger med palmer overlever, de eneste syd for Krebsens vendekreds. Sahara går over i et sahel-bælte i den centrale del af Tchad, hvor nedbøren varierer fra 300 til 600 mm pr. år.
Syd i sahelbæltet er der stepper med tornebuske, for det meste akacier, og sahelbæltet går gradvis over i en savanne i den sydlige del af landet. Årlig nedbørsmængde i denne del af landet er over 900 mm årlig. Det høje græs og de udstrakte sumpområder i området er gunstige for fugle, reptiler og store pattedyr. De største floder i Tchad, Chari, Logone og deres bifloder, flyder gennem savannen fra sydøst og ind i Tchad-søen.

## Demografi
Ifølge estimater fra 2005 havde Tchad en befolkning på 9.826.419, hvoraf 25,8% boede i urbane områder og 74,8% i landsbyer. Den forventede levealder er 47,2 år., og befolkningen er derfor ung; anslået 47,3% er under 15 år. Fødselsraten er estimeret til 42,35 fødsler pr. 1000 personer, dødeligheden er 16,69. Børnedødeligheden (børn op til 5 år) er 208 pr. 1000 og Tchad har dermed verdens 6. højeste børnedødelighed.
Tchads befolkning er ujævnt fordelt geografisk. Befolkningstætheden er 0,1 indbyggere pr. km² i Borkou-Ennedi-Tibesti-regionen i Sahara, mens den er 52,4 indbyggere pr. km² i Logone Occidental-regionen. I hovedstaden er den endda højere. Omkring halvdelen af landets indbyggere bor i den sydligste femtedel af landet, som dermed er den tættest befolkede del af landet. Bylivet er næsten begrænset til hovedstaden, hvor befolkningen for det meste ernærer sig gennem handel. 
Andre store byer i landet er Doba, Moundou, Sarh og Abéché, som er mindre urbaniserede, men som vokser hurtigt og slutter sig til hovedstaden som afgørende faktorer for videre økonomisk vækst.
Siden 2003 er 230.000 mennesker flygtet fra det krigshærgede Darfur i Sudan til det østlige Tchad. Dette og de 172.000 tchadere forflyttet af borgerkrigen i øst, har bidraget til øget spænding blandt befolkningsgrupperne i området.
Polygami er normalt, og 39% af kvinderne i Tchad lever i sådanne forhold. Det er godkendt i henhold til landets love, som automatisk tillader polygami med mindre parterne angiver det som uacceptabelt ved ægteskabsindgåelsen. Selv om vold mod kvinder er forbudt, er vold i hjemmet normalt. Kvindelig omskæring er forbudt, men praksissen er udbredt og dybt rodfæstet i traditioner. 45% af tchadiske kvinder gennemgår indgrebet, de højeste andele finder man blandt arabere, hadjaraiere og ouaddaiere (90% eller mere). Lavere procentandele finder man blandt saraer (38%) og toubouer (2%). 
Kvinder har ikke samme muligheder for uddannelse som mænd, noget som gør det vanskeligt for dem at kunne konkurrere om de relativt få arbejdspladser, som bliver udbudt. Selv om ejendomsret og arveret, som i Tchad er baseret på fransk lovgivning, ikke diskriminerer kvinder, afgør de fleste lokale ledere arvetvister til fordel for mænd, i henhold til traditionel praksis.
Tchad har mere end 200 forskellige etniske grupper som skaber forskellige sociale strukturer. Kolonialadministrationen og styremagter i det uafhængige Tchad har forsøgt at skabe et nationalt sammenhold, men for de fleste tchadere bliver den lokale eller regionale tilhørighed den vigtigste udenfor nærmeste familie. Tchads befolkning kan imidlertid klassificeres efter de geografiske områder, hvor de bor. 
I syd bor fastboende folk, som saraerne, Tchads største etniske gruppe, hvis vigtigste tilhørsforhold er deres herkomst. I sahel-bæltet lever fastboende side om side med nomader, som araberne, som er landets næststørste etniske gruppe. Nord er beboet af nomader, for det meste toubouer.

### Sprog
Landets officielle sprog er fransk og arabisk, men der tales over 100 sprog og dialekter. På grund af den indflydelse omrejsende og fastboende arabiske handelsmænd har haft for lokalsamfund i Tchad, har tchadisk arabisk været et Lingua franca.

### Religion
Ifølge en folketælling fra 1993 var 54% af tchaderne muslimer, 20% katolikker, 14% protestanter, 10% animister og 3% ateister. Ingen af disse religiøse traditioner er monolitiske. Animisme inkluderer en række varianter af dyrkning af forfædre og steder, med højst specifik udøvelse. Islam udøves, til trods for ortodokse trosopfattelser og ceremonier, på en række forskellige måder. 
Kristendommen ankom til Tchad med franskmændene, og som tchadisk islam er den til dels synkretistisk og har antaget dele af førkristne trosopfattelser. Muslimerne er hovedsagelig koncentreret i det nordlige og østlige Tchad, mens animister og kristne først og fremmest holder til i det sydlige Tchad og i Guéra. Landets grundlov sørger for en sekulær stat og garanterer religionsfrihed. Forskellige religioner eksisterer side om side i Tchad uden problemer.
Folketællingen giver en væsentlig større procentdel katolikker end hvad den katolske kirke selv regner med (11% i 2005). Andelen har været stigende. Forskellen kan tildels skyldes, at folk som er tiltrukket af kristendommen opgiver sig som katolikker uden at de i kirkelig forstand regnes som det. Den katolske kirkes tyngdepunkt er syd i landet, hvor bispedømmerne med størst befolkningsandel katolikker er Moundou (34%) og Goré (25%).

## Historie

### Forhistorie
Under det syvende årtusind f.Kr. var de økologiske forhold i den nordlige halvdel af Tchad gunstige for bosætning, og regionen oplevede en kraftig vækst i befolkningen. Nogle af de vigtigste arkæologiske fundsteder i Afrika findes i Tchad, først og fremmest i Borkou-Ennedi-Tibesti-regionen. Nogle af fundstederne er fra før 2000 f.Kr. Tchad-sænkningen har i over 2000 år været et landbrugssamfund med faste bosættelser. Området blev mødested for forskellige civilisationer, hvor den første af disse var den legendariske Sao, kendt gennem kunstgenstande og mundtlige overleveringer. 
Sao faldt under Kanem-riget, det første og mest langvarige af de riger, der har været i Tchads sahelbælte frem til slutningen af det første årtusinde f.Kr. Både Kanem og dets efterfølgende riger baserede sin magt på kontrol over de transsahariske handelsruter, som passerede gennem området. Disse lande, som var muslimske, søgte aldrig at udøve sin magt over de sydlige områder, med undtagelse af togter efter slaver. I middelalderen var Tchad et mødested for muslimske handelsfolk og mange subsahariske stammer.

### Frankrigs invasion
Frankrig invaderede Tchad i 1891, og udvidelsen af den franske kolonimagt førte til at Territoire Militaire des Pays et Protectorats du Tchad blev dannet i 1900. I 1920 havde Frankrig sikret sig fuld kontrol over det område, som blev kolonien. Det franske styre i Tchad var kendetegnet af en politik, som var fraværende i forhold til forening af området, og af langsom modernisering. 
Franskmændene så primært Tchad som en mindre vigtig kilde til ufaglærte arbejdere og ubearbejdet bomuld. Frankrig indførte storskala bomuldsproduktion i 1929. Kolonialadministrationen i Tchad var kritisk underbemandet, og måtte belave sig på brug af mindre attraktive arbejdere fra den franske statsadministration. Den franske tilstedeværelse var minimal i den nordlige og østlige del af kolonien, kun i syd blev der udøvet et effektivt styre, en negligering, som ramte uddannelsessystemet.
Efter 2. verdenskrig gav Frankrig Tchad status som territoire d'outre mer, og dets indbyggere fik ret til at vælge repræsentanter til Frankrigs nationalforsamling og en tchadisk nationalforsamling. Det største politiske parti var Parti Progressiste Tchadien (PPT), med base i den sydlige del af kolonien. 
Tchad opnåede selvstændighed 11. august 1960 med PPT's leder François Tombalbaye som landets første præsident.

### Efter selvstændigheden
To år senere forbød Tombalbaye oppositionspartier og dannede en etpartistat. Tombalbayes autokratiske styre førte til øget spænding mellem forskellige etniske grupper, hvilket kulminerede i 1965 da landet blev kastet ud i borgerkrig. Tombalaye blev styrtet og dræbt i 1975, men oprøret fortsatte. I 1979 erobrede oprørerne hovedstaden, og centralstyret i landet kollapsede. 
Væbnede grupper, hvoraf mange fra den nordlige del af landet, kæmpede om magten. Opløsningen i Tchads styre førte til at Frankrigs stilling i landet kollapsede. Libyen invaderede Tchad for at fylde det magtvakuum, der var opstået, og blev involveret i borgerkrigen. Invasionen endte katastrofalt for Libyen i 1987, da den franskstøttede præsident Hissène Habré, med et forenet Tchad i ryggen, drev Libyens hær ud af Tchad.
Habré konsoliderede sit diktatur gennem et magtsystem baseret på korruption og vold, og anslået 40.000 mennesker blev dræbt under hans styre. Præsidenten favoriserede sin egen etniske gruppe dazaerne, og diskriminerede zaghawaerne, som var hans tidligere allierede. I 1990 blev han styrtet af sin general Idriss Déby.
Déby forsøgte at forsone oprørsgrupper, og genindførte flerpartisystemet. Befolkningen godkendte en ny forfatning ved en folkeafstemning i 1996 og samme år vandt Déby med lethed et præsidentvalg med flere kandidater. Fem år senere blev han genvalgt for en ny periode på fem år. I 2003 begyndte Tchad olieudvinding med håb om at landet endeligt skulle kunne opnå fred og velstand. I stedet førte øgede interne modsætninger til udbruddet af en ny borgerkrig. 
Déby gennemførte en ensidig ændring af grundloven for at afskaffe begrænsningen på maksimalt to mandatperioder, hvilket førte til uro blandt de oppositionspartierne og samfundet i øvrigt. I 2006 blev Déby genvalgt i en tredje periode ved et valg, som blev boykottet af oppositionen. Etnisk motiveret vold er de seneste år øget i det østlige Tchad, og FN's Flygtningehøjkommissariat har udtrykt bekymring for, at et folkedrab som det i Darfur kan bryde ud i Tchad.
I 2006 og 2008 forsøgte oprørere at erobre hovedstaden, men forsøget mislykkedes begge gange.
Déby blev dræbt under et besøg hos soldater, der bekæmpede oprørere. Han sad ved magten i mere end 30 år. Efter hans død blev regeringen og parlamentet opløst, og landets ledelse blev overtaget af et militærråd.

## Politik
Tchads grundlov giver den udøvende magt en stærk stilling, ledet af en præsident, som dominerer det politiske system. Præsidenten har myndighed til at udnævne premierminister og regering, og har en betydelig indflydelse på udnævnelser af dommere, generaler, provinsembedsmænd og ledere af statskontrollerede selskaber. Ved tilfælde af alvorlige og umiddelbare trusler kan præsidenten, i samråd med nationalforsamlingen, erklære undtagelsestilstand. Præsidenten bliver valgt af folket gennem direkte valg for en femårig mandatperiode. I 2005 blev den grundlovsbestemte begrænsning på maksimalt to mandatperioder ophævet.
| Organisation                              | Medlem siden       |
| ----------------------------------------- | ------------------ |
| Forenede Nationer                         | 20. september 1960 |
| Den afrikanske union                      | 25. maj 1963       |
| Organization of the Islamic Conference    | 1969               |
| La Francophonie                           | 1970               |
| Sammenslutningen af stater i Sahel-Sahara | 4. februar 1998    |

De fleste af Débys nøglelrådgivere er fra den etniske gruppe zaghawa, men personer fra den sydlige del af landet og fra oppositionen er også repræsenterede i regeringen. Korruption er udbredt på alle niveauer i samfundet. Transparency Internationals korruptionsindeks for 2005 udpegede Tchad som verdens mest korrupte land, med en marginal forbedring i de følgende år. I 2007 havde landet ifølge indekset en score på 1,8 på en skala fra en til ti (hvor ti er mindst korrupt). Kun Tonga, Usbekistan, Haiti, Irak, Myanmar og Somalia havde en lavere score. Kritikere af præsident Déby har beskyldt ham for diskrimination og favorisering af personer med samme etniske baggrund.
Tchads retssystem er baseret på det franske retssystem, med tchadisk sædvaneret der hvor den ikke forstyrrer almen orden eller kommer i konflikt med grundlovens bestemmelser. Til trods for grundlovens garanti for et uafhængigt retssystem udnævnes indehaverne af de fleste vigtige poster indenfor retssystemet af præsidenten. Landets højeste retslige instanser, højesteret og forfatningsrådet, har været fungerende siden 2000. Højesteret består af en hoveddommer udnævnt af præsidenten, samt 15 andre medlemmer som udnævnes på livstid af præsidenten og nationalforsamlingen. Forfatningsrådet består af ni dommere, som udnævnes til niårige terminer. Forfatningsrådet er bemyndiget til at gennemgå love, traktater og internationale aftaler før de vedtages.
Nationalforsamlingen står for lovgivningen. Den består af 155 medlemmer, som bliver valgt hvert fjerde år. Nationalforsamlingen holder fast to møder om året, og kan holde ekstraordinære møder, når den bliver indkaldt af statsministeren. Medlemmerne vælger hvert andet år en præsident for nationalforsamlingen (må ikke forveksles med landets præsident). Nationalforsamlingens præsident kan underskrive eller afvise nystiftede love inden for 15 dage. Nationalforsamlingen godkender statsministerens regeringsprogram, eller kan tvinge statsministeren til at gå af gennem mistillidsforslag. Dersom nationalforsamlingen forkaster regeringens program to gange på et år kan præsidenten imidlertid opløse forsamlingen og udløse nyvalg. I praksis har præsidenten stor indflydelse på nationalforsamlingen gennem sit parti Mouvement patriotique du Salut (MPS), som har de fleste pladser i nationalforsamlingen.
Indtil legaliseringen af oppositionspartier i 1992 var Débys MPS det eneste lovlige parti i Tchad. Siden da har 78 politiske partier været registreret som aktive. I 2005 støttede menneskerettighedsorganisationer og oppositionspartier en boykot af folkeafstemningen, som gav Déby ret til at stille til genvalg i en tredje periode, et valg som pågik, mens der blev rapporteret om uregelmæssigheder i stemmeregistreringen og regeringsstyret censur af uafhængige medier. Korrespondenter anså præsidentvalget i 2006 som en ren formalitet, da oppositionen anså valget som en farce og boykottede det.
Déby møder væbnet modstand fra grupper, som er dybt splittet af modsætninger lederne imellem, men som er forenede i sit mål om at styrte ham. Disse styrker stormede hovedstaden 13. april 2006, men blev til sidst drevet tilbage. Frankrig er det land, som har størst indflydelse på Tchad, med 1000 soldater i landet. Déby stoler på fransk hjælp for at holde rebellerne tilbage, og Frankrig bidrager med logistik og efterretning til den tchadiske hær af frygt for at stabiliteten i regionen skal kollapse fuldstændigt. De fransk-tchadiske forbindelser blev imidlertid forringet, da tildelingen af borerettighederne for olie blev tildelt det amerikanske selskab Exxon i 1999.

## Administrativ inddeling
Tchad er siden februar 2008 inddelt i 22 regioner. Dette system blev indført i 2003 som et led i en decentraliseringsproces, da regeringen afskaffede de tidligere 14 præfekturer. Hver region bliver ledet af en guvernør udnævnt af præsidenten. Inden for regionerne er der 61 departementer, som bliver administreret af præfekter. Departementerne er tilsammen inddelt i 200 underpræfekturer, som igen er sat sammen af 446 kantoner. Det er planlagt at erstatte kantonerne med communautés rurales, men det juridiske og planmæssige rammeværk er endnu ikke på plads.
Decentraliseret styre er grundlovsbestemt, så lokalbefolkningen kan spille en aktiv rolle i sin egen udvikling. Hver administrativt niveau under staten skal styres af lokale, folkevalgte forsamlinger. Indtil nu har der ikke været gennemført lokalvalg i Tchad, og kommunevalgene, som var planlagt gennemført i 2005 er stadigt udsat.
Regionerne er:
| 1. Barh El Gazel 2. Batha 3. Borkou 4. Chari-Baguirmi 5. Ennedi 6. Guéra 7. Hadjer-Lamis 8. Kanem 9. Lac 10. Logone Occidental 11. Logone Oriental | 1. Mandoul 2. Mayo-Kebbi Est 3. Mayo-Kebbi Ouest 4. Moyen-Chari 5. Ouaddaï 6. Salamat 7. Sila 8. Tandjilé 9. Tibesti 10. Wadi Fira 11. N'Djamena |

## Økonomi
| Økonomiske nøgletal         | Værdi         | % af BNP | År, kilde           |
| --------------------------- | ------------- | -------- | ------------------- |
| BNP                         | 6,64 mia. US$ |          | 2006, UN Statistics |
| BNP (vækst) (Verdensbanken) | 2,9 %         |          | 2006, UN Statistics |
| BNP pr. indbygger           | 634 US$       |          | 2006, UN Statistics |
| Industriproduktion          | 17,7 %        |          | 2006, UN Statistics |
| Konsumpriser (vækst)        | 10,0 %        |          | 2006, UN Statistics |
| Arbejdsløshed               | 1,0 %         |          | 1993, UN Statistics |
| Handelsbalance (overskud)   | 1,9 mia. US$  | 28,6 %   | 2006, UN Statistics |
| Betalingsbalance            |               |          |                     |
| Udviklingshjælp             | 0,38 mia. US$ | 5,7 %    | 2005, UNDP          |

De Forenede Nationer og Human Development Index rangerer Tchad som det femtefattigste land i verden, med 80% af befolkningen under fattigdomsgrænsen. BNP (KKP) pr. indbygger var i 2005 beregnet til 1500 US$. Tchad er medlem af Centralbanken for de centralafrikanske stater (BEAC) og Den centralafrikanske økonomiske og monetære union (CEMAC).
Landets valuta er CFA franc, som også bliver benyttet af andre vest- og centralafrikanske lande. År med borgerkrig har skræmt de fleste udenlandske investorer væk og dem som forlod landet i perioden 1979 til 1982 er først for nylig begyndt at genvinde tillid til landets fremtid. Siden 2000 er der blevet foretaget større udenlandske investeringer i oliesektoren, noget, som har givet store forhåbninger til landets økonomiske vækstmuligheder.

### Landbrug
Over 80% af Tchads befolkning er afhængig af landbrug og opdræt af kreaturer for at overleve. Fordelingen af plante- og kvægavl afhænger af det lokale klima. De mest frugtbare områder ligger i de sydligste 10% af landet, hvor der dyrkes store mængder durra og hirse. I sahel-bæltet er det kun de mere hårdføre varianter af hirse, som dyrkes, og da med dårligere udbytte end i syd. Derudover er sahel-bæltet ideelt overdrevsland for kommerciel drift med store flokke kreaturer og for husdyrhold af geder, bighornfår, æsler og heste. Fra de spredte oaser i Sahara får man, om end i mindre mængder, dadler og bælgfrugter.

### Industri
Før olieindustrien blev udviklet i landet, var bomuldsindustri, og arbejdsmarkedet knyttet til denne sektor, ledende, og stod for anslået 80% af eksportindtægterne. Bomuld er fortsat en af de vigtigste eksportartikler, de eksakte tal er ikke tilgængelige. Rehabiliteringen af Cotontchad, et stort selskab, som er ramt af prisfald for bomuld i verdensmarkedet, har været finansieret af Frankrig, Holland, EU og Verdensbanken (IBRD). Den statsligt ejede del af selskabet forventes at blive privatiseret.
ExxonMobil er leder af et konsortium, der også inkluderer Chevron og Petronas, som har investeret 3,7 milliarder dollar i udvindingen af formodentligt opmod en milliard tønder olie i den sydlige del af landet. Olieproduktionen startede i 2003 med færdiggørelsen af en olierørledning, delfinansieret af Verdensbanken, med forbindelse fra oliefelterne syd i landet til terminaler langs Camerouns atlanterhavskyst. Som en betingelse for sin bistand krævede verdensbanken at 80% af indtægterne fra olieudvindingen skulle bruges på udviklingsprojekter. Låneprogrammet blev suspenderet i januar 2006, da den tchadiske regering besluttede at reducere denne andel. 14. juli 2006 undertegnede Verdensbanken og Tchad en erklæring, hvor Tchads regering forpligter sig til at øremærke 70% af sit forbrug på programmer for fattigdomsbekæmpelse.

### Infrastruktur
Borgerkrigen lammede udviklingen af transportinfrastrukturen i landet. I 1987 havde Tchad kun 30 km asfalterede veje. Senere projekter har dog forbedret vejnettet så det omfattede 550 km i 2004. Vejnetværket har imidlertid fortsat begrænsninger, og vejene er fortsat ubrugelige flere måneder om året. Fordi landet ikke har eget jernbanenet til havet er Tchad meget afhængig af Camerouns jernbane til Atlanterhavet, for eksport og import af varer til og fra havnen i Douala. N'Djamena har en international lufthavn med direkte ruter til Paris og flere afrikanske byer. 
Landets telekommunikation, med det statslige SotelTchad som udbyder af fasttelefoni, er ikke særligt udviklet og meget dyrt. Der er kun 14.000 fastnet telefonlinjer i Tchad, hvilket giver landet en af de laveste tætheder for telefoner i verden. Tchads energisektor har lidt af mange års dårlig ledelse af det statslige vand- og energiselskab (STEE), som sørger for strøm til 15% af hovedstadens indbyggere, og som kun forsyner 1,5% af landets indbyggere med elektricitet. De fleste tchadere brænder biomasse som ved og gødsel for at producere energi. Byerne i Tchad står overfor store udfordringer når det gælder kommunal infrastruktur. Kun 48% af indbyggerne i byerne har tilgang til drikkevand, og kun 2% har tilgang til grundlæggende sanitære forhold.
Landets tv-seere er begrænset til N'Djamena. Den eneste tv-station er det statsejede TeleTchad. Radio har større rækkevidde, og der eksisterer 13 private radiostationer. Aviser er begrænset i mængde og udbredelse, og oplagstallene er små på grund af transportomkostningerne, og en stor procentdel analfabeter og endelig også pga indbyggernes begrænsede købekraft. Tchads grundlov forsvarer ytringsfrihed, men landets regering har jævnlig begrænset denne rettighed, og i slutningen af 2006 blev der indført et system for forhåndscensur af medierne.

### Udenrigshandel
I 2006 gik hovedparten af landets eksport til nabolandene Cameroun og Nigeria og Frankrig, Tyskland og Portugal. Indtil produktionen af råolie begyndte i 2003, spillede bomuld den dominerende rolle, og stod for 40% af den totale eksport i 1999. Den anden hovedeksport er dyr: kvæg, får, geder og blandt ikke-muslimer: svin, som sælges til nabolandene. I 2006 importerede landet hovedsageligt varer fra USA, Kina og Sydkorea, som primært bestod af maskiner og køretøjer, mad og tekstiler.

## Uddannelse
Uddannelsessektoren i Tchad møder betydelige udfordringer på grund af befolkningsspredningen og også til en vis grad på grund af forældres modvilje mod at sende deres børn i skole. Til trods for at skolegang er obligatorisk, fortsætter blot 68% af drengene efter de første få år, og over halvdelen af befolkningen er analfabeter. Højere uddannelse findes på Universitetet i N'Djamena.

## Kultur
På grund af sin store mangfoldighed af folk og sprog har Tchad en rig kulturarv. Den tchadiske regering har aktivt fremmet tchadisk kultur og nationale traditioner gennem åbningen af Tchads nationale museum og Tchadisk kulturcenter. Seks nationale helligdage fejres gennem året, og de bevægelige helligdage inkluderer den kristne helligdag anden påskedag og de muslimske helligdage Eid ul-Fitr, Eid ul-Adha og Milad al-Nabi.
| Dato         | Dansk navn                   |
| ------------ | ---------------------------- |
| 1. januar    | Første nytårsdag             |
| 1. maj       | Arbejdernes dag              |
| 25. maj      | Den afrikanske befrielsesdag |
| 11. august   | Uafhængighedsdagen           |
| 1. november  | Allehelgensdag               |
| 28. november | Republikkens dag             |
| 1. december  | Friheds- og demokratidagen   |
| 25. december | Jul                          |

### Musik
Når det gælder musik, så spiller tchadere musikinstrumenter som kinde, som er en slags bueharpe, kakaki, som er et langt horn af metal og hu hu, et strengeinstrument som bruger flaskegræskar som højttalere. Andre musikinstrumenter og kombinationer af dem er mere knyttet til bestemte etniske grupper. Saraerne foretrækker fløjter, balafoner, harper og kodjo-trommer, og kanembuerne kombinerer lydene fra trommer med lyder fra fløjtelignende instrumenter.
Musikgruppen Chari Jazz blev dannet i 1964 og var starten for moderne musiks indtræden i Tchad. Senere har mere kendte grupper, som African Melody og International Challal forsøgt at kombinere det moderne med det traditionelle. Populære grupper som Tibesti har videreført sin kulturelle arv ved at bygge sin musik på sai, en traditionel type musik fra det sydlige Tchad. 
Tchadere har normalt ikke værdsat moderne musik, men i 1990'erne førte øget interesse til udvikling og produktion af Cd'er og musikkassetter med tchadiske artister. Piratkopiering og manglende ophavsretslig beskyttelse for artisterne udgør problemer for en videre udvikling af musikindustrien i Tchad.

### Film
Udviklingen af tchadisk filmindustri har lidt under borgerkrigens ødelæggelser og af manglen på biografer, som der kun findes én af i hele landet. Den første tchadiske spillefilm, realityshowet Bye Bye Africa, blev produceret i 1999 af Mahamat Saleh Haroun. Hans næste film var den kritikerroste Abouna, og hans Daratt vandt juryens specialpris ved den 63. filmfestival i Venedig. Issa Serge Coelo har regisseret de to andre film fra Tchad, Daresalam og DP75: Tartina City.

### Sport
Tchads mest populære sport er fodbold. Tchads landshold får stor opmærksomhed i internationale turneringer, og tchadiske fodboldspillere har spillet for franske hold. Basketball og fribrydning har også stor udbredelse i landet, det sidstnævnte i en form hvor bryderne er iklædt traditionelle dyrehoveder og er tildækket med støv.

### Mad og drikke
Den vigtigste ernæringskilde i Tchad er hirse. Der laves boller af det, som dyppes i sauce. I den nordlige del af landet er dette kendt som alysh, i syd som biya. Fisk er populært, og bliver normalt behandlet og solgt som salanga (soltørret og lettere røget alestes eller hyrocynus) eller som banda (større røget fisk). Carcaje er en populær, sød drik, som bliver udvundet fra hibiscusblade. Alkoholholdige drikke er nærmest fraværende i nord, men populært i syd, hvor folk drikker hirseøl kendt som billi-billi, når det bliver brygget på rød hirse og coshate, når det bliver brygget på hvid hirse.

### På fransk
- Regeringens officielle hjemmeside Arkiveret 10. marts 2007 hos  Wayback Machine
- Histoire du Tchad Arkiveret 21. december 2007 hos  Wayback Machine
- Cefod – Centre d'études et de formation pour le développement
- Portail de l'actualité tchadienne
- Tchad pays de la « Françafrique » Arkiveret 17. februar 2008 hos  Wayback Machine
- Human Rights Watch – Tchad (droits de l'homme)
- – Dossier TCHAD du Portail Humanitaire Arkiveret 5. april 2005 hos  Wayback Machine

### På engelsk
- AllAfrica.com – Chad
- Nyheder og links Arkiveret 16. januar 2008 hos  Wayback Machine
- BBC News Country Profile – Chad
- The World Factbook om Tchad
- US State Department – Chad
- World Bank -- Chad Summary Data, Statistics & Sources
- World Bank -- Chad Data Profile
- Columbia University Libraries – Chad
- Open Directory Project – Chad på Curlie (som bygger videre på Open Directory Project)
- Stanford University – Africa South of the Sahara: Chad

15°28′00″N 19°24′00″Ø / 15.46667°N 19.4°Ø